# Tomáš Magnusek do Senátu
„Tomáš Magnusek do Senátu“ (zkratka TMS) je české politické hnutí oficiálně zaregistrované 28. května 2024 za účelem kandidatury herce a režiséra Tomáše Magnuska do Senátu PČR.

## Vedení hnutí
Hlavními představiteli hnutí jsou od června 2024 předseda Tomáš Magnusek a místopředsedkyně Helena Filipská.

## Účast ve volbách

### Volby do Senátu PČR

#### Rok 2024
Ve volbách do Senátu PČR v roce 2024 za hnutí kandidoval v obvodu č. 47 – Náchod herec, režisér a předseda TMS Tomáš Magnusek, jehož kandidaturu podporoval předseda hnutí PŘÍSAHA Robert Šlachta.

## Volební výsledky

### Senát PČR
| Volby | Senátní obvod  | Kandidát       | Volební strana | Navrhující strana | Politická příslušnost | První kolo | První kolo | Druhé kolo | Druhé kolo |
| Volby | Senátní obvod  | Kandidát       | Volební strana | Navrhující strana | Politická příslušnost | Hlasy      | Hlasy      | Hlasy      | Hlasy      |
| Volby | Senátní obvod  | Kandidát       | Volební strana | Navrhující strana | Politická příslušnost | Celkem     | %          | Celkem     | %          |
| ----- | -------------- | -------------- | -------------- | ----------------- | --------------------- | ---------- | ---------- | ---------- | ---------- |
| 2024  | č. 47 – Náchod | Tomáš Magnusek | TMS            | TMS               | TMS                   | 6 669      | 20,45      | –          | –          |

## Zajímavost
Součástí Senátu PČR je od voleb v roce 2018 hnutí s podobným názvem (liší se pouze ve jménu kandidáta) – „Marek Hilšer do Senátu“.